# Silica
Silica (allemand : Schilitz) , est un village de Slovaquie situé dans la région de Košice.

## Histoire
La première mention écrite du village remonte à 1399.
La localité fut annexée par la Hongrie après le premier arbitrage de Vienne le 2 novembre 1938. En 1938, on comptait 954 habitants dont 4 d'origine juive. Elle faisait partie du district de Rožňava (hongrois : Rozsnyói járás). Le nom de la localité avant la Seconde Guerre mondiale était Silica/Szilice. Durant la période 1938 - 1945, le nom hongrois Szilice était d'usage. À la libération, la commune a été réintégrée dans la Tchécoslovaquie reconstituée.

## Démographie

### Évolution de la population
| Année:               | 1994. | 2004.   | 2014.   | 2024.   |
| -------------------- | ----- | ------- | ------- | ------- |
| Nombre de personnes: | 638   | 582     | 553     | 519     |
| Différence:          |       | -8,77 % | -4,98 % | -6,14 % |

| Année:               | 2023. | 2024.   |
| -------------------- | ----- | ------- |
| Nombre de personnes: | 527   | 519     |
| Différence:          |       | -1,51 % |

## Patrimoine
Présence dans le village d'une grotte classée patrimoine mondial par l'UNESCO.